# Fairview Baptist Church Marching Band

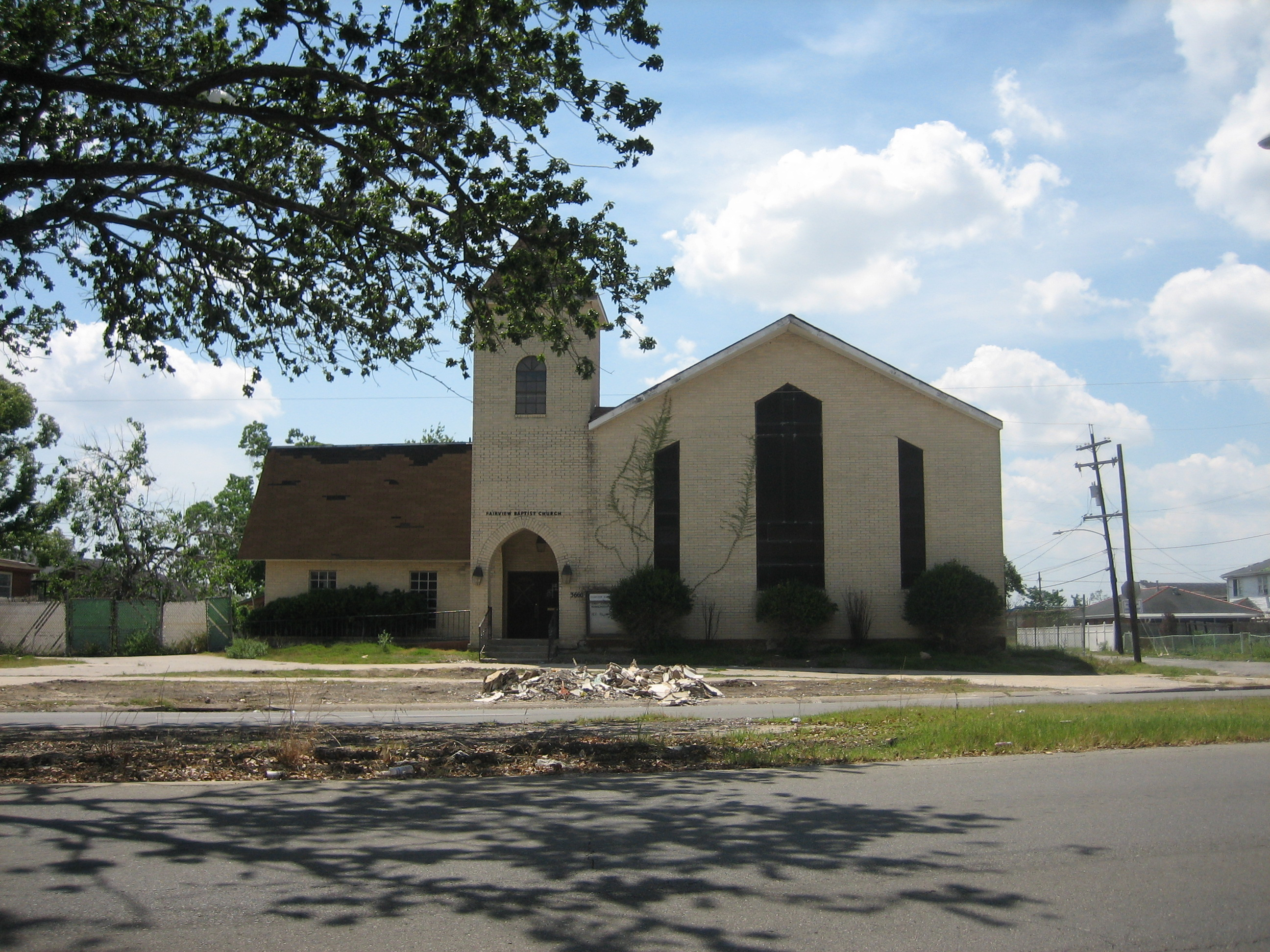
Fairview Baptistenkerk

De Fairview Baptist Church Marching Band, ook wel bekend als de Fairview Baptist Church Brass Band, was het geesteskind van dominee Andrew Darby Jr., predikant van de Fairview Baptist Church. De band werd opgericht in 1970 nadat Danny Barker vanuit New York terugkeerde naar New Orleans en dominee Darby hem vroeg wat voor de kerk kon betekenen. Dominee Darby suggereerde hem om jongeren in de kerk en in de buurt die instrumenten bespeelden, in te zetten en met hen samen te werken als een instrumentale groep (band). Darby gaf aan dat er een cruciale behoefte was om jonge muzikanten op te leiden om de rijke muziektraditie in New Orleans voort te zetten en 'de voorraad aan te vullen' naarmate volwassen muzikanten ouder werden. Onder leiding van dominee Darby stemde de Danny Barker ermee in. Deze traditie zou voortleven.
In 1970 formeerde banjospeler en gitarist Barker, telg uit de "Barbarin"familie, met een groep jonge muzikanten de "Fairview Baptist Church Marching Band", met de Fairview Baptist Church in New Orleans als thuisbasis. Onder leiding van trompettist Leroy Jones (die twaalf was toen Barker hem rekruteerde), verwierf de band aanzienlijke populariteit in New Orleans  en werd een vast onderdeel van het muzikale stadsbeeld. In 1974 protesteerden vakbondsmuzikanten in New Orleans tegen Barkers gebruik om niet-vakbondsjongeren in zijn band op te nemen. Zij dwongen hem of de groep te ontbinden of zijn eigen vakbondslidmaatschap te verliezen. Barker trok zich terug uit de band, maar de groep hervormde zich onmiddellijk tot de Hurricane Brass Band, nu onder leiding van de nieuw bij de vakbond aangesloten Leroy Jones; leden van de Hurricane-band vormden in 1977 de Dirty Dozen Brass Band.
Alumni van de Fairview Baptist Church Marching Band zijn naast Leroy Jones onder meer  Wynton en Branford Marsalis, Dr. Michael White, Herlin Riley, Gregory Stafford, Joe Torregano, Anthony "Tuba Fats" Lacen, Charles Joseph, Kirk Joseph, Lucien Barbarin, Gene Olufemi, Shannon Powell en Darryl ‘Lil Jazz’ Adams .